# Boscombe (Wiltshire)
Boscombe – wieś w Anglii, w Wiltshire, w dystrykcie (unitary authority) Wiltshire, w civil parish Allington. Leży 10,3 km od miasta Salisbury, 39,6 km od miasta Trowbridge i 120,3 km od Londynu. W 1931 roku civil parish liczyła 117 mieszkańców. Boscombe jest wspomniana w Domesday Book (1086) jako Boscumbe.